# Ескадрені міноносці типу «Альфредо Оріані»
Ескадрені міноносці типу «Альфредо Оріані» (італ. Cacciatorpediniere della Classe Alfredo Oriani) — клас військових кораблів з 4 ескадрених міноносців, що випускалися італійською суднобудівельною компанією Odero-Terni-Orlando з 1935 по 1937 роки.

### Ескадрені міноносці типу «Альфредо Оріані»
| Корабель            | Виготовлювач                 | Бортове позначення | Закладено      | Спущено         | У строю        | Статус |
| ------------------- | ---------------------------- | ------------------ | -------------- | --------------- | -------------- | --- |
| «Альфредо Оріані»   | Odero-Terni-Orlando, Ліворно | OA                 | 28 жовтня 1935 | 30 липня 1936   | 15 липня 1937  | 23 липня 1948 року переданий ВМС Франції, як репарація, та перейменований на D'Estaing. У 1956 розібраний на брухт                                              |
| «Вітторіо Альф'єрі» | Odero-Terni-Orlando, Ліворно | AF                 | квітень 1936   | 20 грудня 1936  | 1 грудня 1937  | 28 березня 1941 року загинув у результаті артилерійського вогню британських есмінців «Грейхаунд», «Гавок» та австралійського «Стюарт» у битві біля мису Матапан |
| «Джозуе Кардуччі»   | Odero-Terni-Orlando, Ліворно | CD                 | 28 жовтня 1935 | 30 липня 1936   | 15 липня 1937  | 28 березня 1941 року загинув у результаті артилерійського вогню британських есмінців «Джервіс», «Готспар» та «Нубіан» у битві біля мису Матапан                 |
| «Віченцо Джоберті»  | Odero-Terni-Orlando, Ліворно | GB                 | 2 січня 1936   | 18 вересня 1936 | 27 жовтня 1937 | 9 серпня 1943 року потоплений британським підводним човном HMS «Самум» поблизу Ла-Спеції                                                                        |